# Patrício (cônsul em 500)
Flávio Patrício (em grego: Πατρίκιος; em latim: Flavius Patricius; m. após 519) foi um proeminente general e estadista bizantino durante o reinado do imperador Anastácio I (r. 491–518). Embora pouco se saiba sobre sua carreira, as fontes afirmam que esteve envolvido na Guerra Anastácia contra o Império Sassânida na qual lutou em importantes batalhas, dentre as quais dois cercos a Amida (atual Diarbaquir) . Além disso, envolveu-se em disputas teológicas e na revolta de Vitaliano, bem como na disputa pela sucessão imperial após a morte de Anastácio.

## Biografia

Fronteira oriental do Império Bizantino no século V

Flávio Patrício nasceu na Frígia e nada mais se sabe sobre o começo de sua vida. Elevado ao consulado em 500 junto com Hipácio, o sobrinho de Anastácio, já era então considerado idoso. No mesmo ano, foi nomeado mestre dos soldados na presença (magister militum praesentalis) (um dos dois mestres dos soldados "na presença" do imperador), um posto mantido até a morte de Anastácio em julho de 518. O bispo e historiador Zacarias Retórico caracteriza-o como "íntegro e de confiança, mas pouco inteligente".
Em 502, eclodiu a Guerra Anastácia contra o Império Sassânida. Assim, em 503, com Hipácio e Areobindo, Patrício foi enviado a leste à campanha contra os persas. Invadiu a província sassânida de Arzanena, saqueando vários fortes e tomando prisioneiros antes de voltar a acampar junto das forças de Hipácio. Enquanto Areobindo foi incumbido de vigiar a fortaleza persa de Nísibis (atual Nusaybin) e o exército do xá sassânida Cavades I (r. 488–496; 499–531) baseado em Dara, Patrício e Hipácio, com uma grande força de 40 mil homens (um exército enorme à época), receberam a missão de recapturar Amida. Embora o cerco de Amida tenha se provado infrutífero, venceram juntos uma escaramuça contra alguns hunos heftalitas. Negligentes depois das vitórias, os dois foram surpreendidos pelo principal exército persa comandado pelo próprio Cavades I, derrotados e forçados a retroceder através do Eufrates em direção a Samósata. No rescaldo, Hipácio foi chamado de volta, mas Patrício ficou.

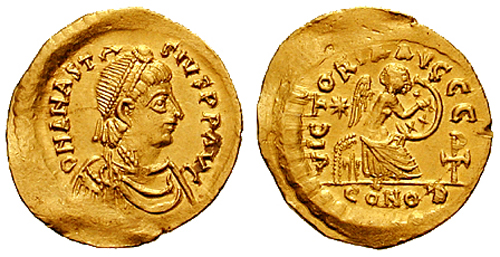
Semisse do imperador Anastácio I Dicoro r.

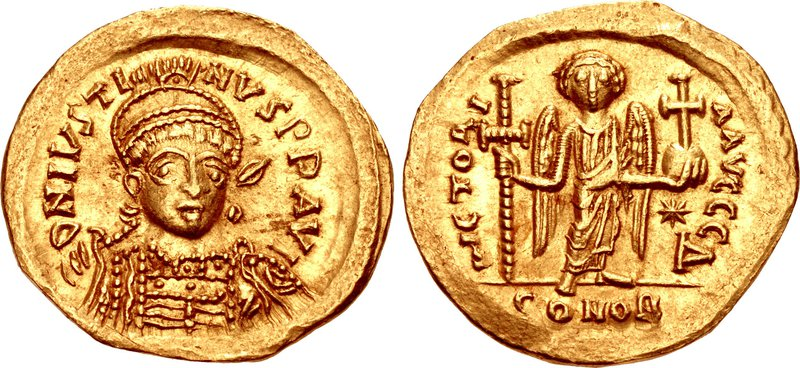
Soldo de r.

No começo de 504, conseguiu interceptar um comboio de suprimento à guarnição de Amida. Então derrotou os reforços persas, capturou seus comandantes e retomou o cerco à cidade. Prosseguiu o cerco vigorosamente, destruindo parte das muralhas externas da cidade escavando por baixo delas, e emboscando e matando Glones, o comandante da guarnição. Não conseguiu, contudo, tomar a cidade antes do fim das hostilidades, tendo em vez disso exigido um resgate pela cidade. De volta a Constantinopla, envolveu-se nas disputas teológicas que perturbaram o reinado de Anastácio (a controvérsia monofisista). Durante a rebelião de Vitaliano, foi usado por Anastácio como embaixador, poisconhecia Vitaliano e seu pai, e havia ajudado na carreira deste no passado. No entanto, por conta desta amizade, se recusou a atacar o exército de Vitaliano durante seu terceiro assalto a Constantinopla em 515, aparentemente porque temia ser acusado de traição no caso de uma derrota.
Em 518, com a morte de Anastácio, foi apresentado como um dos candidatos para sucedê-lo pelos homens das escolas palatinas. Sua candidatura, contudo, não foi aceita pela guarda imperial, os excubitores, que tentaram atacá-lo. Sua vida foi salva pela intervenção de Justiniano, o sobrinho de Justino, o conde dos excubitores que se tornou imperador no mesmo ano sob o nome Justino I (r. 518–527). A última referência a Patrício data de novembro de 519, quando estava em Edessa, para onde tinha sido enviado para persuadir o bispo a aceitar as doutrinas calcedônias ou a abdicar voluntariamente. Após sua recusa, Patrício o depôs pela força e o exilou.